# 蓬松度
充绒量（英語：Fill power）是衡量羽绒产品的厚度或蓬松程度的单位，与羽绒的隔热值粗略相关。充绒量越高，羽绒所包含的隔热空气就越多，因此隔热性能就越好。蓬松度值的范围从羽毛的175 cm³/g (300 in³/oz)到高品質羽绒的900 cm³/g。高的蓬松度与羽绒中绒的比例，以及绒朵的平均大小有关。

## 测量
蓬松度是衡量羽绒品質最常用的方法。测量需要取1盎司的羽绒样品，放在有机玻璃的圆柱体容器内，加上重量盘。测试需要一定的温度和湿度，样品也要事先进行处理。在其他条件相同的情况下，用高蓬松度的羽绒制作的羽绒服（羽绒被或睡袋）比用低蓬松度的羽绒制造的同样温暖的羽绒服更轻，更容易压缩。蓬松度表示为立方英寸每盎司(in³/oz)—蓬松度400–450是中等品質的，蓬松度500-550是高品質的, 550–750是非常高的品質，蓬松度在750以上的是极佳的品質。
蓬松度750以上的与蓬松度400的羽绒差别非常大.几乎所有上市场上可以买到的羽绒都是肉用鹅（或鸭子）的副产品。單單为获得羽绒而饲养鹅（或鸭子）可能价格高得惊人。低蓬松度羽绒来自哪些饲养四个月就宰杀食用的鹅（或鸭子）。这些鹅（或鸭子）身上的毛会被仔细的整理，清洗和混合，但它们不会像那些成熟的羽绒那样蓬松。蓬松度700以上的羽绒+来自很少数的用来育种的鹅（或鸭子）。这些鹅（或鸭子）会在春季换毛。当它们的绒毛脱落，手工把他们收集起来。数量稀少，当然很昂贵。单个绒朵越大，羽绒就越松软。获得这样品質羽绒的唯一办法是手工收集，这也是其稀少的主要原因。